# 1831
- рік темного металевого зайця за Шістдесятирічним циклом китайського календаря.

Промислова революція •  Національно-визвольні рухи • Робітничий рух •  Російська імперія

## Геополітична ситуація
У Росії править імператор Микола I (до 1855). Російській імперії належить більша частина України, значна частина Польщі, Грузія, Закавказзя, Фінляндія, Аляска. Україну розділено між двома державами — Королівство Галичини та Володимирії належить Австрії, Правобережжя, Лівобережжя та Крим — Російській імперії.
В Османській імперії править султан Махмуд II (до 1839). Під владою османів перебувають Близький Схід та Єгипет, Середземноморське узбережжя Північної Африки, Болгарія. Васалами османів є Сербія, Боснія, Волощина та Молдова. Грецька революція завершилася незалежністю Греції.
Австрійську імперію очолює Франц II (до 1835). Вона охоплює, крім власне австрійських земель, Угорщину з Хорватією, Трансильванію, Богемію, Північну Італію. Король Пруссії — Фрідріх-Вільгельм III (до 1840). Баварське королівство очолює Людвіг I (до 1848). Австрія, Пруссія, Баварія та інші німецькомовні держави об'єднані в Німецький союз.
У Франції королює Луї-Філіпп I (до 1848). Франція має колонії в Карибському басейні, Південній Америці та Індії. На троні Іспанії сидить Фернандо VII (до 1833). Королівству Іспанія належать частина островів Карибського басейну, Філіппіни. Королі Португалії — Мігел I (до 1834). Португалія має володіння в Африці, в Індії, в Індійському океані й Індонезії.
У Великій Британії править король Вільгельм IV (до 1837). Британія має колонії в Північній Америці, на Карибах та в Індії. Королівство Нідерланди очолює Віллем I (до 1840). Бельгія виділилася в окреме королівство. Король Данії та Норвегії — Фредерік VII (до 1863), на шведському троні сидить Карл XIV Юхан Бернадот (до 1844). Італія розділена між Австрією та Королівством Обох Сицилій. Існує Папська держава з центром у Римі.
У Латинській Америці існують незалежні Об'єднані провінції Ріо-де-ла-Плати, Уругвай, Колумбія, Венесуела, Еквадор, Мексика, Центральноамериканська федерація, Болівія. У Бразильській імперії править Педру I (до 1834). Посаду президента США обіймає Ендрю Джексон. Територія на півночі північноамериканського континенту належить Великій Британії, вона розділена на Нижню Канаду та Верхню Канаду, територія на півдні та заході континенту належить Мексиці.
В Ірані при владі Каджари. Британська Ост-Індійська компанія захопила контроль майже над усім Індостаном. У Пенджабі існує Сикхська держава. У Бірмі править династія Конбаун, у В'єтнамі — династія Нгуєн. У Китаї володарює Династія Цін. У Японії триває період Едо.

## Події

### В Україні
- Російський цар Микола І своїм указом скасував маґдебурзьке право по всій Україні, крім Києва, де воно збереглося до 1835.
- Польські повстанці здобули перемогу над російським військом у битві під Боремлем (тепер Рівенська область).
- На Закарпатті спалахнули холерні бунти проти австрійської влади.

### У світі
- Листопадове повстання у Царстві Польському:
  - 7 лютого польський Сейм затвердив червоно-білий прапор як національний.
  - У битві під Гроховом між повстанцями та російськими військами, що відбулася 25 лютого, полякам удалось стримати наступ росіян на Варшаву.
  - 26 травня росіяни перемогли у битві під Остроленкою.
  - 6—8 серпня російська імперська армія захопила Варшаву.
  - Повстання закінчилося 21 жовтня поразкою інсургентів.
- 29 березня почалося повстання у Боснії проти Османської імперії.
- 7 квітня імператор Бразилії Педру I відрікся на користь свого сина Педру II.
- 27 квітня Карл Альберт став королем Сардинії.
- 21 липня Леопольд I став королем Бельгії.
- У липні створено товариство «Молода Італія», що мало метою визволення країни від австрійського панування.
- 2 серпня десятиденну кампанію нідерландської армії проти Бельгії зупинили французькі війська.
- 9 жовтня Іоанн Каподистрія, лідер грецьких борців за незалежність, загинув від руки вбивці.
- Почалася Османо-єгипетська війна.

### У суспільному житті
- Почала виходити газета «Сідней морнінг геральд».
- Утворено французький іноземний легіон.
- 7 листопада у Бразилії заборонили работоргівлю.
- Засновано Весліанський університет.
- Засновано Нью-Йоркський університет.

### У науці
- Майкл Фарадей відкрив закон електромагнітної індукції.
- Англійський природознавець Роберт Браун виявив у клітині ядро.
- Джеймс Кларк Росс визначив положення північного магнітного полюса Землі.

### У мистецтві
- Віктор Гюґо видав роман «Собор Паризької Богоматері».
- Оноре де Бальзак опублікував роман «Шагренева шкіра».
- Микола Гоголь надрукував збірку «Вечори на хуторі біля Диканьки».
- Відбулася прем'єра опери Вінченцо Белліні «Норма».

## Народились
Див. також Категорія:Народились 1831
- 15 лютого — Йозеф Главка, чеський архітектор
- 3 березня — Джордж Мортімер Пульман, американський винахідник, конструктор
- 12 березня — Клемент Студебекер, американський підприємець, засновник знаменитої фірми з виробництва вантажівок
- 13 червня — Джеймс Максвелл, шотландський фізик, автор електромагнетної теорії.

## Померли
Див. також Категорія:Померли 1831
- 31 травня — Еварист Галуа, французький математик